# La cornada
La cornada es una obra de teatro de Alfonso Sastre, escrita en 1959 y estrenada en 1960.

## Argumento
El obra presenta el desgarrador conflicto interno del torero José Alba, atrapado entre el amor a una mujer (su esposa Gabriela) y el amor a su profesión (representada por su apoderado Marcos).

## Estreno
- Teatro Lara, Madrid. 14 de enero de 1960.
  - Dirección: Adolfo Marsillach.
  - Intérpretes: Carlos Larrañaga (José), María Asquerino (Gabriela), Adolfo Marsillach (Marcos), Elena Altea, Encarna Paso, Félix Navarro, Luis Morris.